# Atractus zidoki
Atractus zidoki — вид змій родини полозових (Colubridae). Мешкає в Південній Америці.

## Поширення і екологія
Atractus zidoki мешкають на північному сході Бразильської Амазонії, у Французькій Гвіані і Суринамі. Вони живуть у вологих рівнинних тропічних лісах.